# Angel Coulby
Angel Coulby, född 30 augusti 1980 i London i England, är en brittisk skådespelerska. Hon har bland annat medverkat i BBC:s dramaserie Merlin tillsammans med Anthony Head, Bradley James och Colin Morgan.
Hon har haft roller i ITV:s TV-serie Talk to Me och hon var också med i Dollby City för CBBC:s Gina's Laughing Gear där hon spelade sjuksköterska. Hon deltog också i National Lottery Draw den 8 november 2008.

## FILM
- A Good Thief
- The Jacket
- The League of Gentlemen's Apocalypse
- Imagine Me & You
- Magicians
- Secret Life

### TV
- Scariest Places on Earth
- 'Orrible
- Casualty
- Having It Off
- The Second Coming
- Manchild
- Making Waves
- As If
- Conviction
- Holby City
- Murder Investigation Team
- Vincent
- Hustle
- Doctor Who
- The Bill
- Tripping Over
- Gina's Laughing Gear
- New Street Law
- Talk to Me
- The Visit
- Life Is Wild
- Merlin
- Dancing on the Edge
- The Tunnel
- Thunderbirds Are Go